# Rue Mondonville
Pour les articles homonymes, voir Mondonville (homonymie).

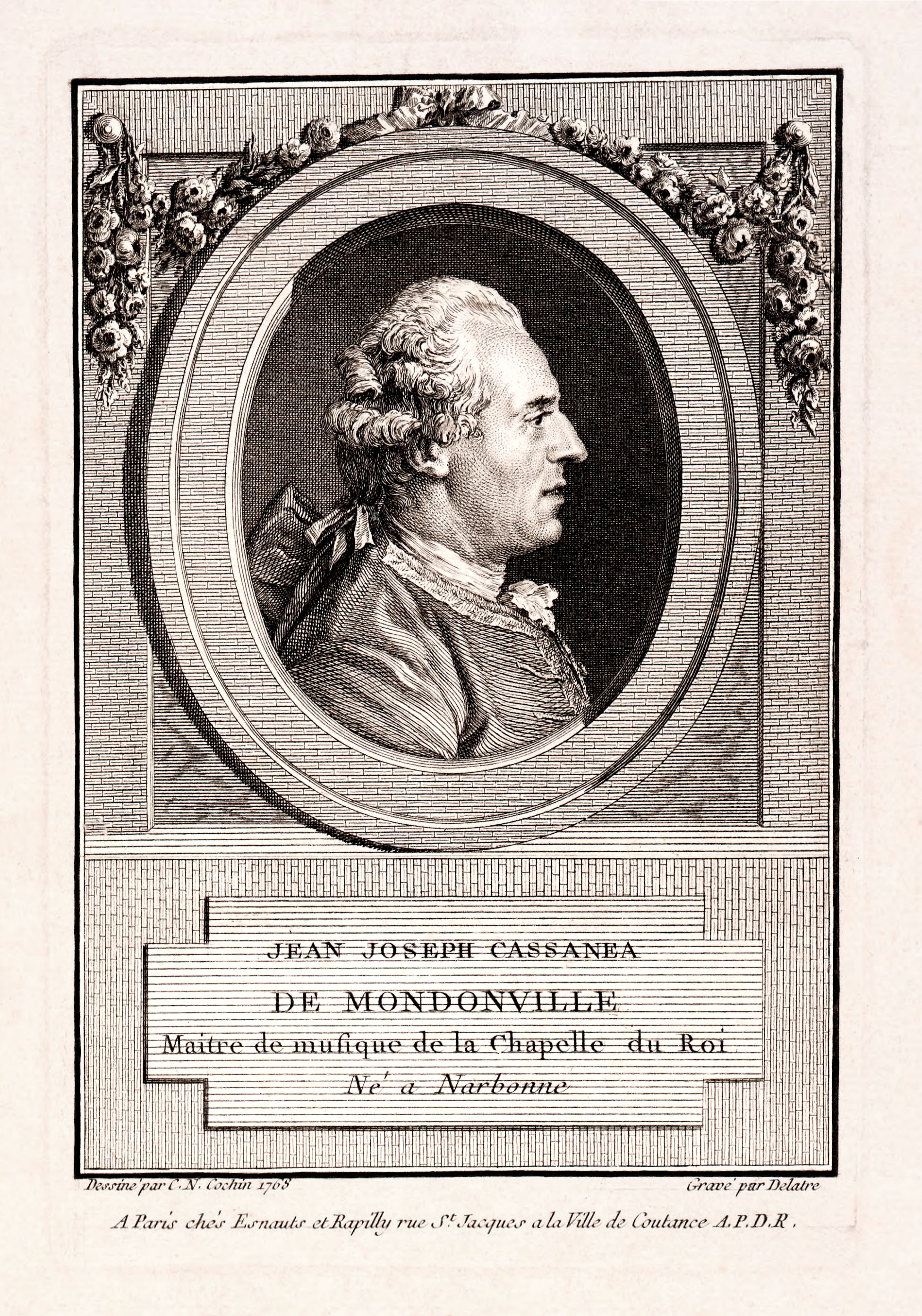
Jean-Joseph Cassanéa de Mondonville.

La rue Mondonville est une voie du 20e arrondissement de Paris, en France.

## Situation et accès
La rue Mondonville est une voie publique située dans le 20e arrondissement de Paris. Elle débute au 2, rue Irénée-Blanc et se termine au 2, rue Paul-Strauss. Elle fait partie du lotissement Campagne à Paris.
Cette rue comporte un escalier montant vers la rue Irénée-Blanc.

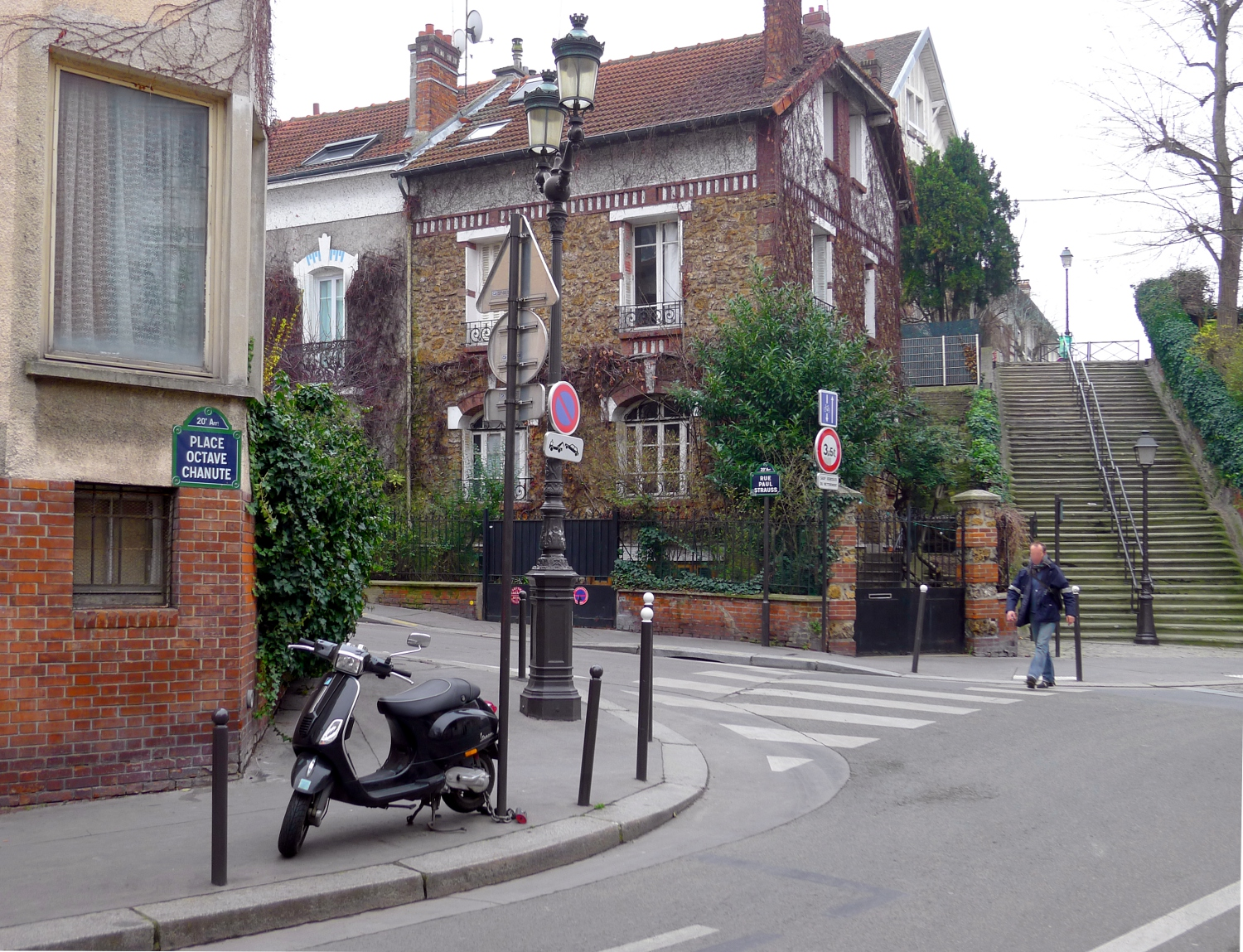
Sur la droite du cliché : l’escalier de la rue Mondonville.

## Origine du nom
Elle porte le nom du compositeur et violoniste français Jean-Joseph Cassanéa de Mondonville (1711-1772), qui décéda à Belleville.

## Historique
Provisoirement appelée « voie CG/20 », elle fut dénommée « rue Mondoville » (sans « n ») par arrêté municipal du 31 janvier 1994 avant que son nom soit corrigé par arrêté municipal du 29 juin 1995.